# الضحايا المدنيون في الحرب في أفغانستان (2001–2021)

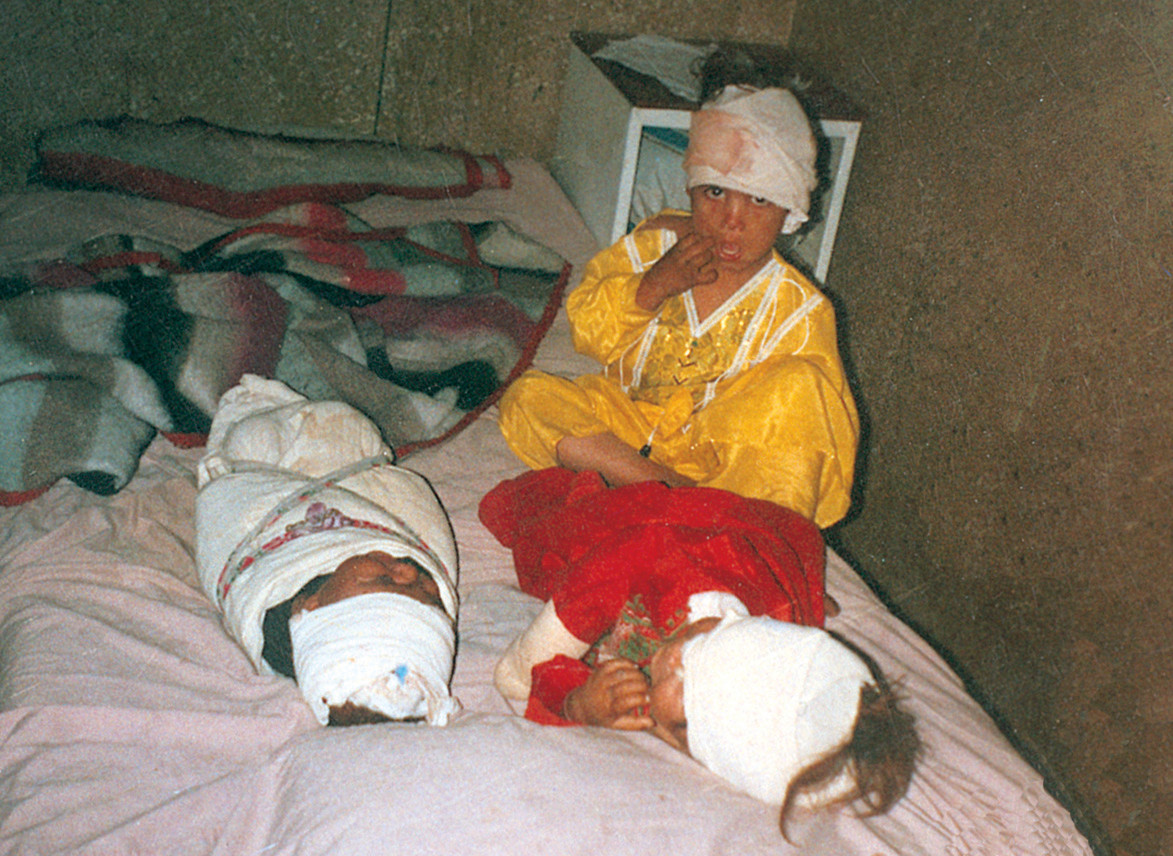
الضحايا المدنيون في الحرب في أفغانستان (2001–2021)

وفقًا لمشروع تكاليف الحرب، فقد قُتل خلال الحرب في أفغانستان 176,000 شخصًا، منهم 46,319 مدنيًا، و69,095 عسكريًا وشرطيًا، وما لا يقل عن 52,893 من مقاتلي المعارضة. بالرغم من ذلك، فمن المحتمل أن يكون عدد القتلى أعلى إذا أُخذ بعين الاعتبار الوفيات غير المحسوبة لعوامل «المرض، وفقدان الوصول إلى الغذاء، والمياه، والبنية التحتية، و/أو غيرها من النتائج غير المباشرة للحرب». وفقًا لقاعدة بيانات أوبسالا للصراع، فقد أفضى الصراع إلى مقتل 212,191 شخصًا.
في العام 2011، بدأت الحرب، التي أطلقتها الولايات المتحدة تحت تسمية «عملية الحرية الدائمة»، بحملة قصفٍ جوية أولية أثارت من فورها مخاوفَ بخصوص عدد المدنيين الأفغان الذين قُتلوا. وفقًا لبعثة الأمم المتحدة للمساعدة في أفغانستان، يُعزى مقتلُ غالبية الضحايا المدنيين إلى الطالبان وغيرها من الجماعات المناهضة للحكومة كل عام، وتتراوح النسبة بين 61% و80% حسب السنة المحددة. ارتفعت نسبة الوفيات بين المدنيين بشكلٍ أكبر في المرحلة الأخيرة من الحرب، إذ تجاوزَ كلٌّ من عامي 2015 و2016 على التوالي كافة الأرقام القياسية لنسبة وفيات المدنيين السنوية. وتُعدّ الخسائر في صفوف المدنيين استمرارًا للخسائر الفادحة في صفوف المدنيين خلال الحرب السوفيتية في أفغانستان في ثمانينيات القرن العشرين، والفترات الثلاث التي شهدت الحرب الأهلية التي أعقبتها: 1989 – 1992، و1992 – 1996، و1996– 2001.

## التقديرات
لا يوجد رقم رسمي موحّد للعدد الإجمالي للمدنيين الذين قتلوا في الحرب منذ العام 2001، إنمّا نشرت بعض المنظمات المستقلة تقديرات متعلقة بسنوات أو فترات محددة، وهي المُدرَجة هنا.
تشير معظم المصادر، إن لم يكن كلها، إلى أن تقديراتها الخاصة على الأرجح أقل من النسب الواقعية.

### مجموع التقديرات
| العام | قتلى المدنيين بسبب هجمات المتمردين | قتلى المدنيين بسبب الأعمال العسكرية بقيادة الولايات المتحدة | قتلى المدنيين بسبب الحرب |
| 2001  | غير متوفر | - قدرّ مشروع البدائل الدفاعية أنه في الثلاثة شهورٍ بين 7 أكتوبر 2001 و1 يناير 2002، قُتل من 1,000-1,300 مدني على الأقلّ بشكل مباشر نتيجةً لحملة القصف الجوي بقيادة الولايات المتحدة، وأنه بحلول منتصف يناير 2002، توفي ما لا يقل عن 3,200 أفغاني بسبب «الجوع، أو التعرض للظروف الجوية، والأمراض المرتبطة به، أو الإصابات التي تعرّضوا لها خلال فرارهم من مناطق الحرب»، كنتيجة مباشرة للحرب. - كشفت صحيفة لوس أنجلوس تايمز أنه خلال خمسة أشهرٍ بين 7 أكتوبر 2001 حتى 28 فبراير 2002، وقعت ما بين 1,067 و1,201 حالة وفاة في صفوف المدنيين نجمت عن حملة القصف التي غطَتها الصحف الأمريكية، والبريطانية، والباكستانية، ووكالات الأنباء الدولية. - وفقًا لصحيفة الغارديان، فقد تبلغ نسبة مَن قُتِلوا 20 ألف أفغاني في العام 2001 كنتيجة غير مباشرة للغارات الجوية الأمريكية الأولية والغزو البري. - قدر البروفيسور مارك دبليو هيرولد من جامعة نيو هامشير أنه في العشرين شهرًا بين 7 أكتوبر 2001 و3 يونيو 2003، قتلت القوات التي تقودها الولايات المتحدة 3,100 إلى 3,600 مدنيًا على الأقل. | |
| 2002  | غير متوفر | - قدرّ مشروع البدائل الدفاعية أنه في الثلاثة شهورٍ بين 7 أكتوبر 2001 و1 يناير 2002، قُتل من 1,000-1,300 مدني على الأقلّ بشكل مباشر نتيجةً لحملة القصف الجوي بقيادة الولايات المتحدة، وأنه بحلول منتصف يناير 2002، توفي ما لا يقل عن 3,200 أفغاني بسبب «الجوع، أو التعرض للظروف الجوية، والأمراض المرتبطة به، أو الإصابات التي تعرّضوا لها خلال فرارهم من مناطق الحرب»، كنتيجة مباشرة للحرب. - كشفت صحيفة لوس أنجلوس تايمز أنه خلال خمسة أشهرٍ بين 7 أكتوبر 2001 حتى 28 فبراير 2002، وقعت ما بين 1,067 و1,201 حالة وفاة في صفوف المدنيين نجمت عن حملة القصف التي غطَتها الصحف الأمريكية، والبريطانية، والباكستانية، ووكالات الأنباء الدولية. - وفقًا لصحيفة الغارديان، فقد تبلغ نسبة مَن قُتِلوا 20 ألف أفغاني في العام 2001 كنتيجة غير مباشرة للغارات الجوية الأمريكية الأولية والغزو البري. - قدر البروفيسور مارك دبليو هيرولد من جامعة نيو هامشير أنه في العشرين شهرًا بين 7 أكتوبر 2001 و3 يونيو 2003، قتلت القوات التي تقودها الولايات المتحدة 3,100 إلى 3,600 مدنيًا على الأقل. | |
| 2003  | غير متوفر | - قدرّ مشروع البدائل الدفاعية أنه في الثلاثة شهورٍ بين 7 أكتوبر 2001 و1 يناير 2002، قُتل من 1,000-1,300 مدني على الأقلّ بشكل مباشر نتيجةً لحملة القصف الجوي بقيادة الولايات المتحدة، وأنه بحلول منتصف يناير 2002، توفي ما لا يقل عن 3,200 أفغاني بسبب «الجوع، أو التعرض للظروف الجوية، والأمراض المرتبطة به، أو الإصابات التي تعرّضوا لها خلال فرارهم من مناطق الحرب»، كنتيجة مباشرة للحرب. - كشفت صحيفة لوس أنجلوس تايمز أنه خلال خمسة أشهرٍ بين 7 أكتوبر 2001 حتى 28 فبراير 2002، وقعت ما بين 1,067 و1,201 حالة وفاة في صفوف المدنيين نجمت عن حملة القصف التي غطَتها الصحف الأمريكية، والبريطانية، والباكستانية، ووكالات الأنباء الدولية. - وفقًا لصحيفة الغارديان، فقد تبلغ نسبة مَن قُتِلوا 20 ألف أفغاني في العام 2001 كنتيجة غير مباشرة للغارات الجوية الأمريكية الأولية والغزو البري. - قدر البروفيسور مارك دبليو هيرولد من جامعة نيو هامشير أنه في العشرين شهرًا بين 7 أكتوبر 2001 و3 يونيو 2003، قتلت القوات التي تقودها الولايات المتحدة 3,100 إلى 3,600 مدنيًا على الأقل. | |
| 2004  | غير متوفر | غير متوفر | غير متوفر |
| 2005  | غير متوفر | - قدر البروفيسور مارك دبليو هيرولد من جامعة نيو هامشير أن ما لا يقل عن 408-478 مدنيًا أفغانيًا قتلوا بشكل مباشر نتيجة عمليات الولايات المتحدة/الناتو. | عدد القتلى المدنيين بشكل مباشر: ما لا يقل عن 408 إلى 478. |
| 2006  | قدّرت هيومن رايتس ووتش مقتلَ ما لا يقل عن 699 مدنيًا أفغانيًا نتيجة عمليات عدّة جماعات متمردة في العام 2006. | - قدرت هيومن رايتس ووتش مقتل 230 مدنيًا أفغانيًا على الأقل في هجمات الولايات المتحدة أو الناتو في العام 2006: سقط منهم 116 في غارات جوية و114 بنيران أرضية. - يقدّر البروفيسور مارك دبليو هيرولد من جامعة نيو هامشير مقتلَ ما لا يقل عن 653-769 مدنيًا أفغانيًا بشكل مباشر نتيجة هجمات للولايات المتحدة/الناتو. | قدرت هيومن رايتس ووتش مصرع ما لا يقل عن 929 مدنيًا أفغانيًا خلال عمليات النزاع المسلح في العام 2006. وقدّرت أن أكثر من 4,400 أفغاني (مدنيين ومسلّحين) قُتلوا في أعمال عنف مرتبطة بالنزاع في العام 2006، أي ضعف عدد القتلى في العام 2005. تُشير حصيلة أسوشيتد برس المستقاة من تقارير الناتو، والتحالف، والمسؤولين الأفغان، إلى مقتل 4,000 أفغاني (مدنيين ومسلحين) في العام 2006.                                                                         |
| 2007  | قدرت بعثة الأمم المتحدة للمساعدة في أفغانستان أن 700 مدني أفغاني قُتلوا في هجماتٍ لعناصرلمناهضة للحكومة في العام 2007، وهو ما يشكّل 46% من الضحايا المدنيين. قدرت هيومن رايتس ووتش مقتل ما لا يقل عن 950 مدنيًا أفغانيًا في هجماتٍ لعدة جماعات متمردة في العام 2007. | - قدرت هيومن رايتس ووتش مقتل ما لا يقل عن 434 مدنيًا أفغانيًا في هجمات الولايات المتحدة أو الناتو في العام 2007: 321 خلال غارات جوية و113 بنيران أرضية. وقتل 57 مدنيًا آخرين نتيجة تبادل لإطلاق النار، وتوفي 192 شخصًا في ظروف غامضة. - قدرت بعثة الأمم المتحدة للمساعدة في أفغانستان أن 629 مدنيًا أفغانيًا قتلوا في هجماتٍ للقوات الدولية والأفغانية في العام 2007، وهو ما يشكّل 41% من الضحايا المدنيين. - وقدر البروفيسور مارك دبليو هيرولد من جامعة نيو هامشير أن ما لا يقل عن 1,010-1,297 مدنيًا أفغانيًا قتلوا بشكل مباشر نتيجة عمليات الولايات المتحدة/الناتو. | قدرت بعثة الأمم المتحدة للمساعدة في أفغانستان أن 1,523 مدنيًا أفغانيًا لقوا مصرعهم بسبب النزاع المسلح في العام 2007. قدرت هيومن رايتس ووتش مقتل 1,633 مدنيًا أفغانيًا على الأقل نتيجةً للقتال ضمن النزاع المسلح في العام 2007. |
| 2008  | قدرت اللجنة الأفغانية المستقلة لحقوق الإنسان أن 1,000 مدني تقريبًا قد قُتلوا نتيجة أعمال الجماعات المسلحة في العام 2008. ذكرت بعثة الأمم المتحدة للمساعدة في أفغانستان أن 1,160 مدنيًا أفغانيًا قتلوا في هجماتٍ للقوات المناهضة للحكومة في العام 2008، وهو ما يمثل نسبة 55% من الوفيات في صفوف المدنيين. قدرت منظمة مراقبة حقوق الإنسان في أفغانستان أنه أكثر من 2,300 مدني قد قُتلوا على أيدي المتمردين في العام 2008، بما في ذلك 930 قتيلًا بسبب التفجيرات الانتحارية. | - قدرت اللجنة الأفغانية المستقلة لحقوق الإنسان أن 800 مدنيًا تقريبًا قد قُتلوا نتيجة أعمال القوات العسكرية بقيادة الولايات المتحدة في العام 2008. - ذكرت بعثة الأمم المتحدة للمساعدة في أفغانستان أن 828 مدنيًا أفغانيًا قتلوا على أيدي القوات العسكرية الدولية في العام 2008، وهو ما يمثل نسبة 39% من الوفيات في صفوف المدنيين. وشكلت الضربات الجوية النسبة الأكبر من ذلك العدد، بنسبة 64%، إضافةً إلى مقتل 552 مدنيًا نتيجة الضربات الجوية للولايات المتحدة والناتو. - وفقًا لما ذكره سفير أفغانستان في أستراليا، أمان الله جايهون، فقد قُتل 1,000 مدني أفغاني في هجماتٍ لقوات التحالف في العام 2008. - قدرت منظمة مراقبة حقوق الإنسان في أفغانستان أن أكثر من 1,620 مدنيًا قتلوا في هجمات القوات العسكرية بقيادة الولايات المتحدة في العام 2008، كان من ضمنهم 680 سقطوا في غارات جوية. كما قدرت المنظمة أن العمليات العسكرية التي شنتها قوات الناتو والتحالف بقيادة الولايات المتحدة قد أدّت إلى إصابة 2,800 شخص على الأقل، وتشريد 80 ألف آخرين من منازلهم. - يقدر البروفيسور مارك دبليو هيرولد من جامعة نيو هامشير أنه ما لا يقل عن 864 - 1,017 مدنيًا أفغانيًا قد قتلوا بشكل مباشر بفِعل هجمات القوات الأجنبية للولايات المتحدة/الناتو في العام 2008. | قدرت اللجنة الأفغانية المستقلة لحقوق الإنسان أن 1,800 مدنيًا قُتلوا نتيجة للأعمال القتالية المسلحة في العام 2008. أفادت بعثة الأمم المتحدة للمساعدة في أفغانستان أن 2,118 مدنيًا أفغانيًا قد قتلوا كنتيجة مباشرة للنزاع المسلح في العام 2008، وهو أعلى رقم منذ نهاية عمليات الغزو الأولي في العام 2001. وقدر منظمة مراقبة حقوق الإنسان في أفغانستان أنه في العام 2008 قُتل 3,917 مدنيًا، وأصيب أكثر من 6,800، وأُجبر 120 ألف شخصٍ تقريبًا على ترك منازلهم. |